# خانه موقوفه حاج علی‌اکبر
خانه موقوفه حاج علی اکبر مربوط به دوره پهلوی است و در شهرستان مهریز، بخش مرکزی، خیابان مهرپادین، کوچه بازار نو (اندیشه ۲)، پلاک ۱۱ واقع شده و این اثر در تاریخ ۱۵ دی ۱۳۸۷ با شمارهٔ ثبت ۲۴۳۶۰ به‌عنوان یکی از آثار ملی ایران به ثبت رسیده است.